# ماروآمبینی
ماروآمبینی (به لاتین: Maroambiny) یک منطقهٔ مسکونی در ماداگاسکار است که در سامباوا واقع شده‌است. ماروآمبینی ۱۱٬۰۰۰ نفر جمعیت دارد و ۶۹۵ متر بالاتر از سطح دریا واقع شده‌است.